# هيدي باتاكي
هيدي باتاكي (بالألمانية: Heidi Pataki)‏ (و. 1940 – 2006 م) هي مؤلفة، وكاتِبة نمساوية، ولدت في فيينا، توفيت عن عمر يناهز 66 عاماً.

## جوائز
حصلت على جوائز منها:
- الجائزة الأدبية لمدينة فيينا  [لغات أخرى]‏ (1998).[2]